# Ханну Канкаанпяя
Ха́нну Ка́леві Ка́нкаанпя́я (фін. Hannu Kalevi Kankaanpää; *7 квітня 1954, Гельсінкі) — фінський письменник і поет, що живе і працює в Гельсінках.

## З життєпису
Батьки Ханну Калеві Канкаанпяя — комірник Рейно Канкаанпяя та прибиральниця Естері Турунен. 
У 1979 році Канкаанпяа закінчив Гельсінський університет зі ступенем бакалавра філософії. 
Працював бібліотекарем на факультеті фінської літератури alma mater (1977-80), після чого обіймав посади секретаря редакції та редактора видавництва, а також працював на письменницькій та редакторській роботі як фрілансер. Серед іншого переклав фінською 2 дитячі книжки Сільвії Плат.
За свою першу поетичну збірку «Покоління» (Sukupolvi, 1980) Х. К. Канкаанпяа отримав премію Ерко.
У 1983 році вийшла перша прозова книга автора — «Фінська історія успіху» (Suomalainen menestystarina), яка мала успіх у читачів.
Письменник бере активну участь в громадському і культурному житті Гельсінок.

## З доробку
Творчість Ханну Канкаанпяя насичена філософськими роздумами, пронизана тонкою іронією. Автор закликає боротися з байдужістю й черствістю повсякдення.
Прозові оповідання-мініатюри письменника є тонкими спостереженнями за буденністю з притаманним автору легким гумором.
Бібліографія
- Sukupolvi. Runoja. Hämeenlinna: Karisto. 1980. ISSN 951-23-1671-4. {{cite book}}: Перевірте значення |issn= (довідка)
- Musta maalaus. Runoja. Hämeenlinna: Karisto. 1981. ISSN 951-23-1830-X. {{cite book}}: Перевірте значення |issn= (довідка)
- Goodyear. Runoja. Hämeenlinna: Karisto. 1982. ISSN 951-23-1925-X. {{cite book}}: Перевірте значення |issn= (довідка)
- Suomalainen menestystarina. Proosaa. Hämeenlinna: Karisto. 1983. ISSN 951-23-2012-6. {{cite book}}: Перевірте значення |issn= (довідка)
- Kolmas lakeija. Runoja. Hämeenlinna: Karisto. 1985. ISSN 951-23-2101-7. {{cite book}}: Перевірте значення |issn= (довідка)
- Avaruus. Runoja. Hämeenlinna: Karisto. 1987. ISSN 951-23-2372-9. {{cite book}}: Перевірте значення |issn= (довідка)
- Jäähän veistetty portti. Runoja 1980-88. Hämeenlinna: Karisto, 1988. ISBN 951-23-2507-1
- Tessun markkinamatka. Karkkila: Kustannus-Mäkelä. 1989. ISSN 951-873-211-6. {{cite book}}: Перевірте значення |issn= (довідка)
- Sanaton mies. Runoja. Hämeenlinna: Karisto. 1990. ISSN 951-23-2879-8. {{cite book}}: Перевірте значення |issn= (довідка)
- Valehtelijan luku. Runoja. Hämeenlinna: Karisto. 1992. ISSN 951-23-3137-3. {{cite book}}: Перевірте значення |issn= (довідка)
- Vastaan. Runoja. Hämeenlinna: Karisto. 1994. ISSN 951-23-3368-6. {{cite book}}: Перевірте значення |issn= (довідка)
- Aika totta. Runoja. Hämeenlinna: Karisto. 1996. ISSN 951-23-3565-4. {{cite book}}: Перевірте значення |issn= (довідка)
- Alkaa eilinen. Runoja. Hämeenlinna: Karisto. 1998. ISSN 951-23-3746-0. {{cite book}}: Перевірте значення |issn= (довідка)
- Yksi toista. Runoja. Turku: Enostone. 2002. ISSN 951-9036-27-X. {{cite book}}: Перевірте значення |issn= (довідка)
- Se oli satakieli. Kirjoituksia elämästä ja teoksista. Turku: Enostone. 2003. ISSN 951-9036-31-8. {{cite book}}: Перевірте значення |issn= (довідка)
- Todistus. Runoja. Turku: Enostone. 2004. ISSN 951-9036-41-5. {{cite book}}: Перевірте значення |issn= (довідка)
- Niin kuin isä pojan. Runoja. Turku: Enostone. 2006. ISSN 951-9036-62-8. {{cite book}}: Перевірте значення |issn= (довідка)
- Sivuviiva. Kirjoituksia kirjallisuudesta ja sen vierestä. Turku: Enostone. 2008. ISSN 978-951-9036-75-5. {{cite book}}: Перевірте значення |issn= (довідка)
- Laru. Runoja ihmisistä jotka eivät ole saari. Turku: Enostone. 2010. ISSN 978-951-9036-89-2. {{cite book}}: Перевірте значення |issn= (довідка)
- Uutiset seis. Lastenrunoja. Kuvat Päivi Niinikangas. Turku: Enostone, 2011. ISBN 978-952-5960-05-1
- Ikinä. Runoja. Turku: Enostone. 2013. ISSN 978-952-5960-24-2. {{cite book}}: Перевірте значення |issn= (довідка)
- Hesari ja muita runoja 1980-1998. Helsinki: Ntamo. 2015. ISSN 978-952-215-581-8. {{cite book}}: Перевірте значення |issn= (довідка)
- Kuuntelen. Runoja. Tampere: Enostone Kustannus. 2015. ISSN 978-952-5960-38-9. {{cite book}}: Перевірте значення |issn= (довідка)
- Maisema, ikkuna, peili. Runoja 1998-2018. Helsinki: Ntamo, 2018. ISBN 978-952-215-742-3.
- Aika kylmää. Runoja. Helsinki: Ntamo, 2021. ISBN 978-952-215-842-0.